# Bisontes Polo Club
El San Juan Club de Polo, anteriormente conocido como Bisontes Polo Club es un club de polo de la localidad cántabra de Santander. Participa en el Campeonato de España Absoluto de Polo, del que se ha proclamado campeón en dos ocasiones.

## Historia
El Bisontes de Santander se fundó el año 2002 por el interés de varios aficionados a la hípica y al polo, quienes decidieron crear un equipo en Santander. En pocos años el equipo cántabro ha ido creciendo y logrando importantes victorias tanto en el Campeonato de España como en diversos torneos como el de Sotogrande, Andalucía o el Ciudad de Santander, organizado por el propio club en su terreno de juego, el Campo de Polo de La Magdalena, ubicado en la Península de La Magdalena de Santander.

## Palmarés

### Campeonatos nacionales
- Campeonato de España de Polo (2): 2007[2][3] y 2008[4]
- Subcampeón de España de Polo (2): 2009 y 2010[5]

### Torneos amistosos
- Torneo Ciudad de Santander (2): 2005[6] y 2006[7]
- Copa de Jerez de Polo (1): 2006[8]
- Torneo Internacional de Sotogrande (1): 2007[1]
- Torneo Execut (1): 2007[9]
- Torneo Aire Sur (1): 2007[10]
- Torneo de Andalucía (1):[1]